# 2011 HM102
2011 HM102 là thiên thể Troia của Sao Hải Vương thứ chín được phát hiện. Nó được quan sát lần đầu tiên vào ngày 29 tháng 4 năm 2011, bởi Nghiên cứu thiên thể vành đai Kuiper New Horizons (268) sử dụng Kính viễn vọng Magellan II (Clay) tại Đài thiên văn Las Campanas ở Chile. Nó có cùng chu kỳ quỹ đạo với Sao Hải Vương và quỹ đạo tại điểm L5 Lagrange khoảng 60 độ về phía sau của Sao Hải Vương.

## Quỹ đạo và phân loại
Troia của sao Hải Vương là các vật thể ngoài Sao Hải Vương (TNO) cộng hưởng trong cộng hưởng quỹ đạo chuyển động trung bình 1: 1 với sao Hải Vương. Những Troia này có trục bán chính (a) rất giống với sao Hải Vương (30.10 AU). 2011 HM102 quay quanh Mặt trời với trục bán chính là 30.219 AU ở khoảng cách 27,7 - 32,8 AU cứ sau 166 năm và 1 tháng (60.675 ngày). Quỹ đạo của nó có độ lệch tâm 0,08 và độ nghiêng 29 ° so với đường hoàng đạo.Trong số 17 Troia Sao Hải Vương đầu tiên được phát hiện cho đến nay, nó là Troia có độ nghiêng cao nhất.